# Maronella
Maronella is een geslacht van schimmels uit de klasse Lecanoromycetes. De typesoort is Maronella laricina.

## Soorten
Volgens Index Fungorum telt het geslacht twee soorten (peildatum januari 2022):
| Soortnaam          | Auteur(s)                | Publicatiejaar |
| ------------------ | ------------------------ | -------------- |
| Maronella coreana  | S.Y. Kondr., Lőkös & Hur | 2015           |
| Maronella laricina | M. Steiner               | 1959           |